# Giovanni Martini
Pour les articles homonymes, voir Martini.
Giovanni Martini est un peintre et un sculpteur italien de la Renaissance, né à Udine entre 1470 et 1475 et mort le 30 septembre 1535. Avec Pellegrino da San Daniele, c'est l'un des principaux représentants de la première Renaissance au Frioul.

## Biographie
Issu d'une famille d'artistes, c'est le fils de Martin et le petit-fils de Domenico da Tolmezzo.
Pendant de nombreuses années, il a été identifié comme le peintre, lui aussi originaire d'Udine, qui signait Giovanni Battista et qui travaillait à Udine et dans le Frioul, entre la fin du XVe et le début du XVIe siècle. Actuellement ces  œuvres sont attribuées à Giovanni Battista da Udine, peintre de la mouvance d'Alvise Vivarini.

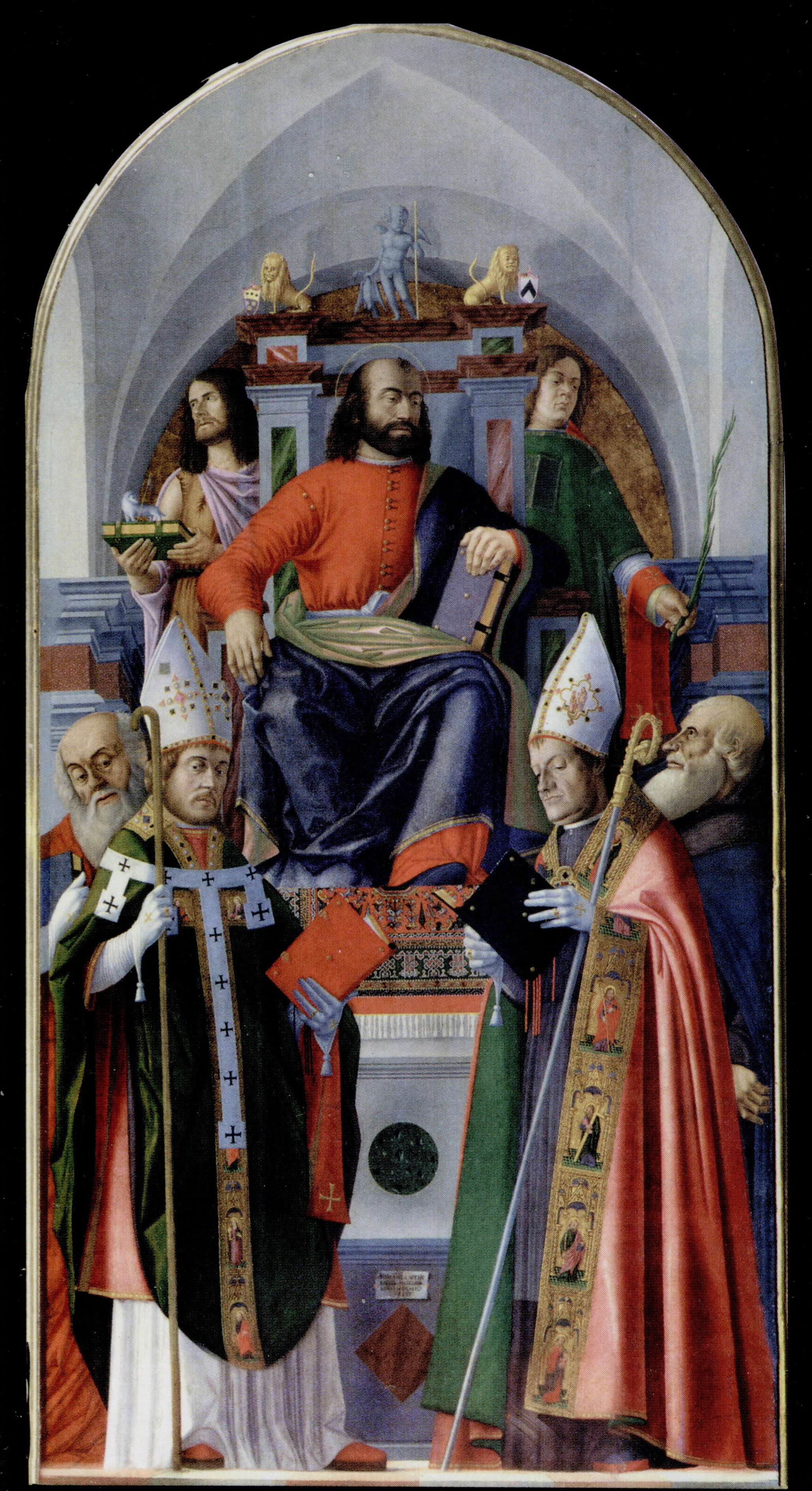
Saint Marc et des saints, 1501
Chapelle St Marc, Cathédrale d'Udine

Sa première œuvre, signée en 1501, est le retable Saint Marc et saint Jean-Baptiste, avec les saints Étienne, Jérôme, Ermacore et Antoine abbé, et le bienheureux Bertrand , installé dans la chapelle Saint-Marc de la Cathédrale d'Udine. Ce travail a été très critiqué, par Giacomo Gordino, le doyen du chapitre de la cathédrale, dans une lettre adressée à Domenico Grimani, patriarche d'Aquilée. Il reprochait au peintre l'aspect martial de saint Marc, dans lequel on peut reconnaître le portrait du lieutenant Antonio Loredan. Le Retable de sainte Ursule, daté au verso de 1507, fut réalisé pour l'église Saint-Pierre-martyr à Udine. Ces deux retables, témoignent de sa connaissance des œuvres d'Alvise Vivarini et de Cima da Conegliano, et sont en lien avec les traditions du Frioul.
En 1507, il hérite de la boutique de son père et de son oncle et reprend la tradition des autels sculptés en bois, en adaptant le style gothique traditionnel du Frioul, à la mode de la Renaissance vénitienne. Il achève en 1515, l'autel en bois  de l'église Santa Maria de Merci à Prodolone (arrondissement de San Vito al Tagliamento). Le rythme de la composition des statues de cet ensemble, témoigne d'un lien encore fort avec la tradition de l'école de Tolmezzo au Quattrocento.
Le plus représentatif de la production d'autel en bois de Martini est celui de Mortegliano, qu'il a terminé en 1526. Il a été payé pour ce travail impressionnant la somme énorme pour l'époque, de 1180 ducats. Cet autel de plus de cinq mètres de haut et est le plus grand du Frioul. Il est composé de 60 statues. Il n'est pas divisé en registres et limité à des cellules individuelles, comme précédemment, mais il comporte une continuité spatiale à travers les colonnettes de l'encadrement architectonique. On peut le voir par exemple, dans le groupe des Pietà et Dormitio Verginis. Il est considéré non seulement comme le chef-d'œuvre de l'artiste, mais aussi comme l'une des plus hautes expressions de sculpture en bois de la Renaissance.
D'autres exemples peuvent être trouvés dans les églises paroissiales de Faedis et Remanzacco.

## Œuvres
- La Sainte famille avec saint Simeon (1498), huile sur panneau, 96 × 71 cm, Musée Correr, Venise
- Saint Marc et saint Jean-Baptiste, avec les saints Etienne, Jérôme, Ermacore et Antoine abbé, et le bienheureux Bertrand, 1501, Cathédrale d'Udine
- Retable de sainte Ursule (1507),
  - panneau central : Pinacoteca di Brera à Milano
  - partie supérieure : Musée civique et galerie d'art ancien à Udine,
  - collection privée
- Présentation au temple (1515), Église Saint André,  Portogruaro
- Présentation au temple (v. 1530), huile sur panneau, 246 × 196 cm, cathédrale Sainte-Marie-Majeure de Spilimbergo.

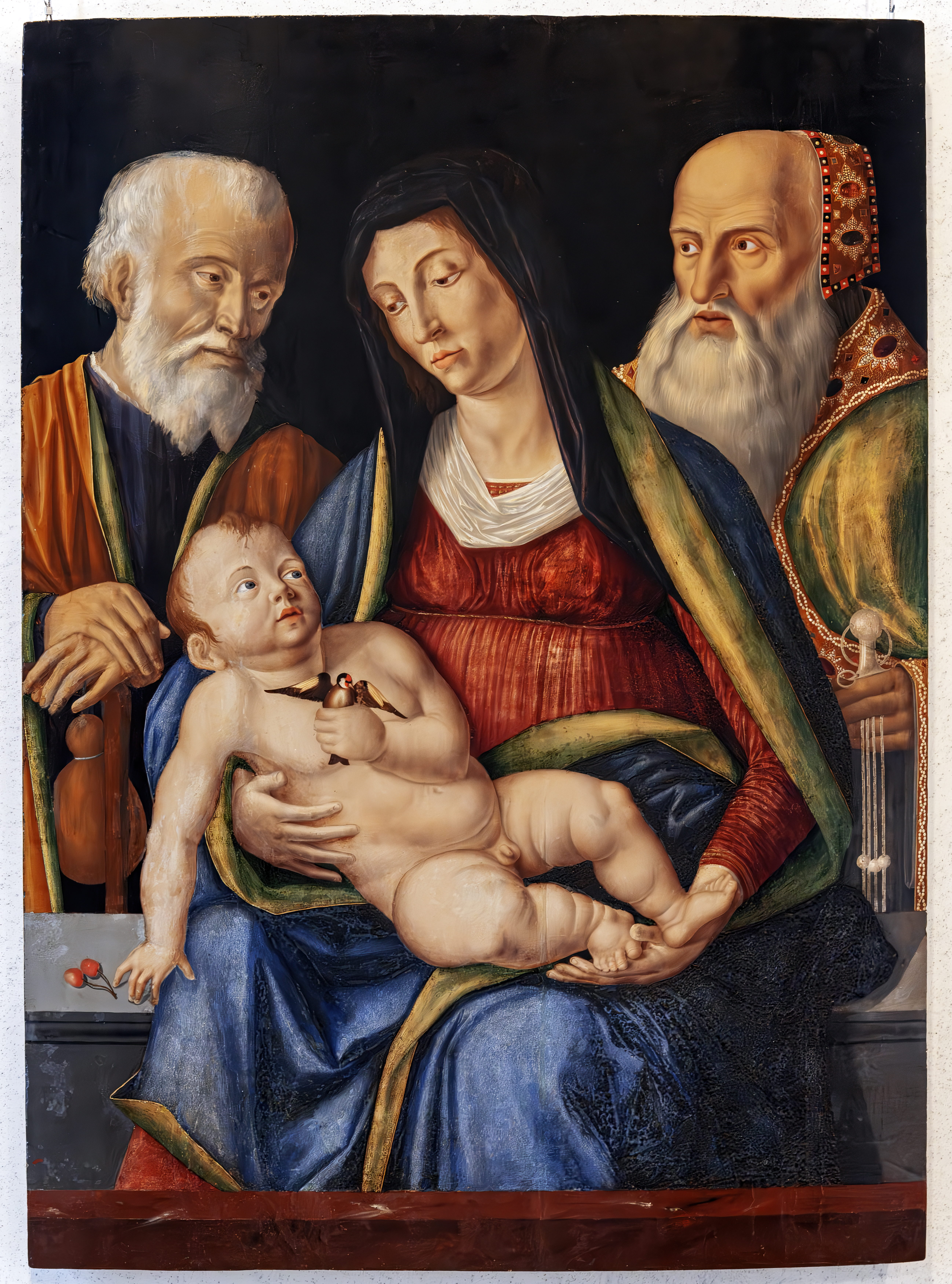
Conversation sacrée, 1498 Musée Correr, Venise
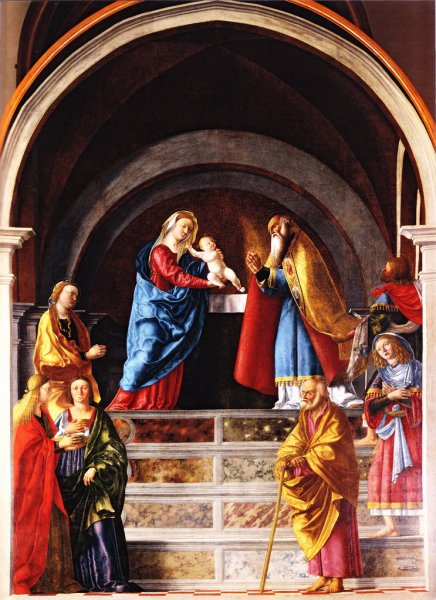
Présentation au Temple, 1498 Église saint André, Portogruaro
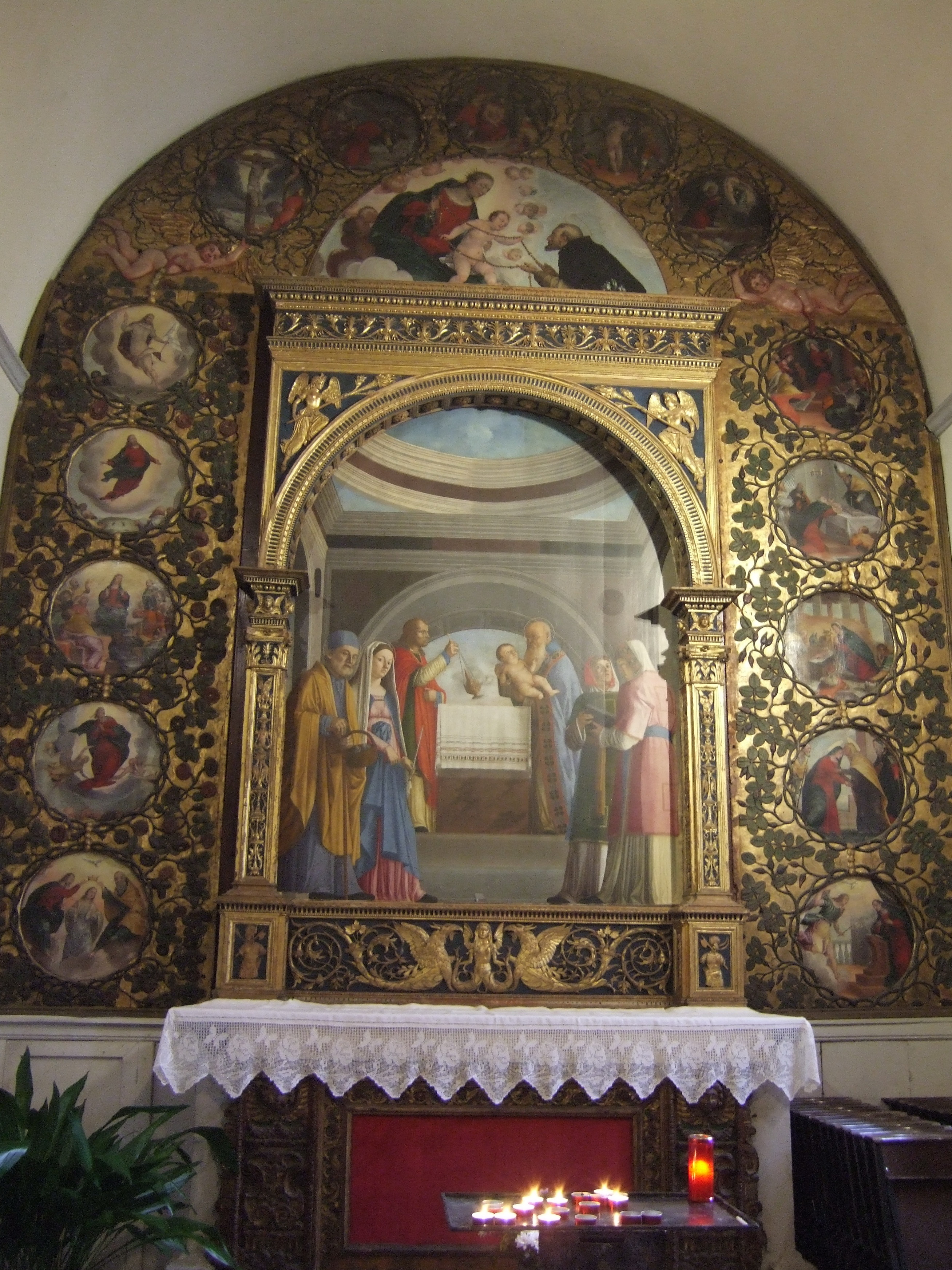
Présentation au Temple, Spilimbergo
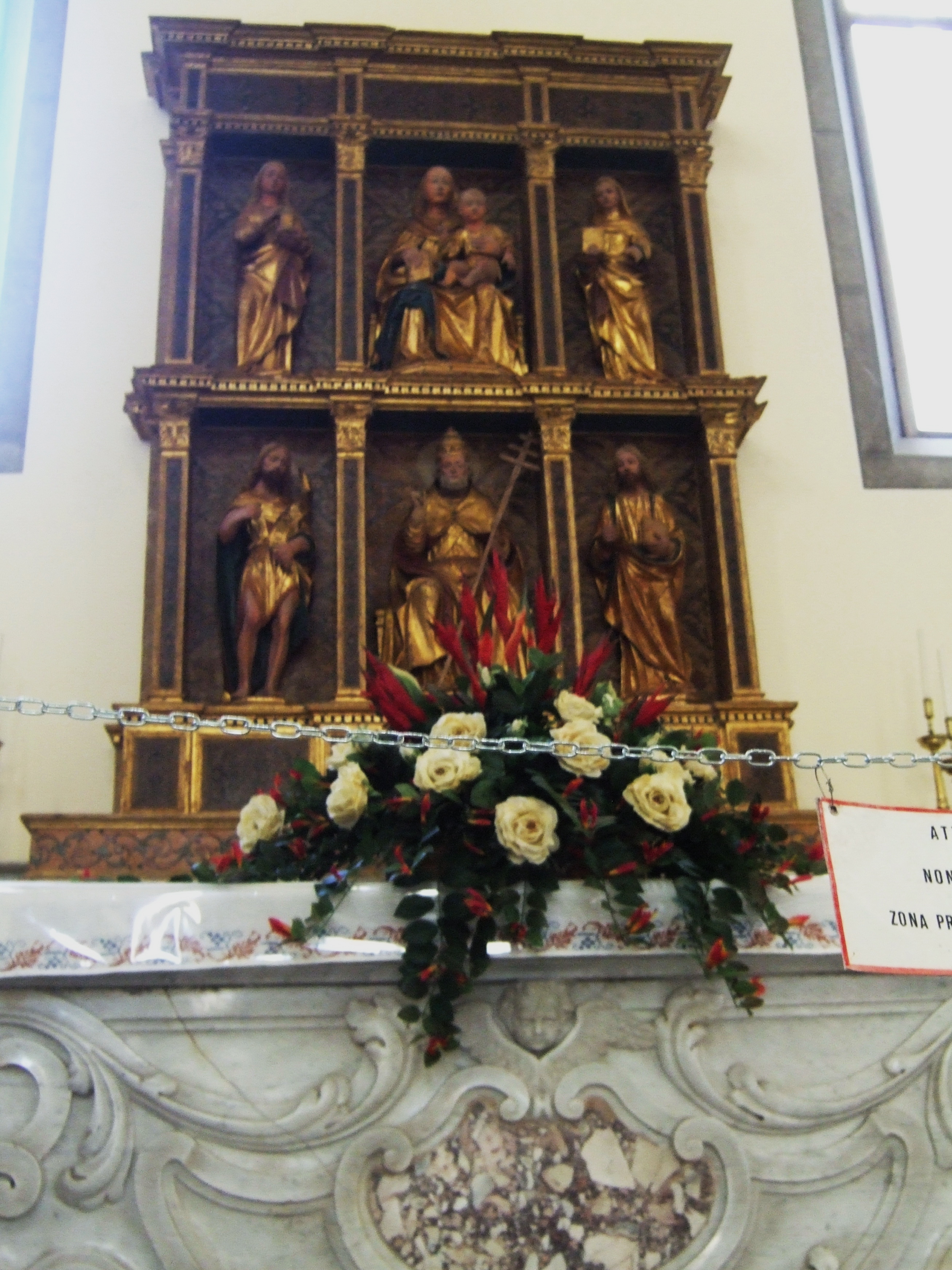
Église de Faedis
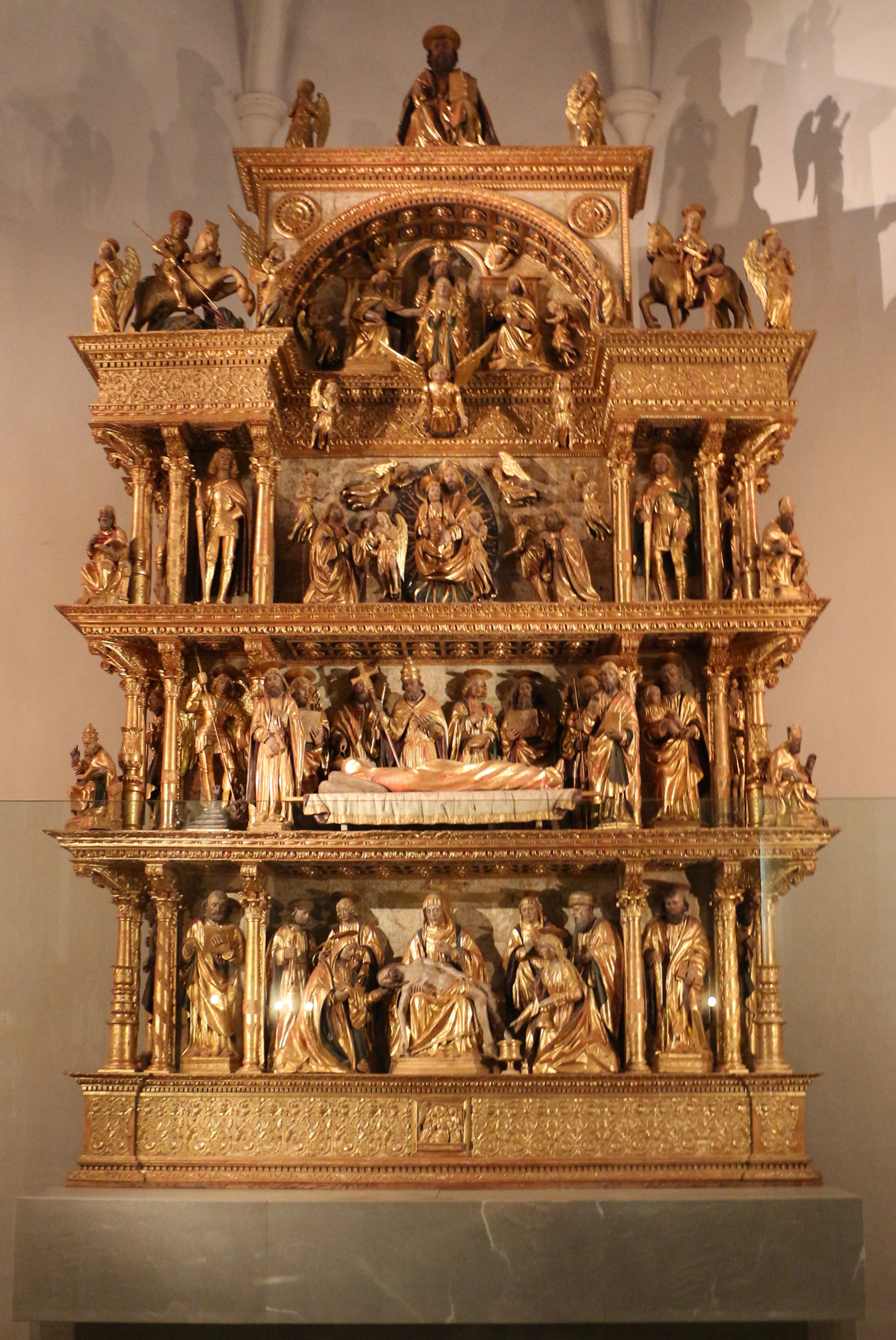
Église de Mortegliano